# Frederik Willem III van Pruisen

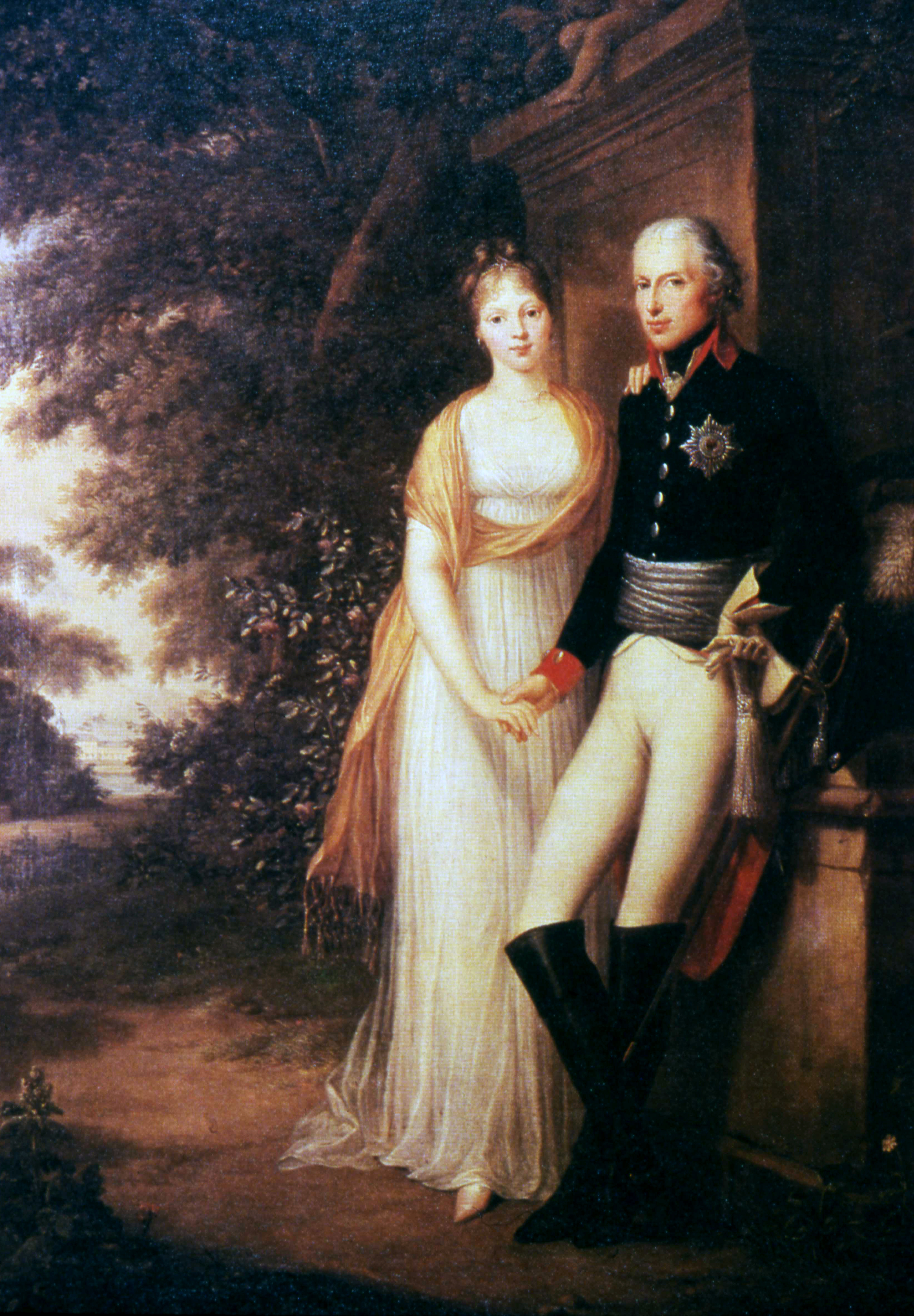
Frederik Willem III en zijn vrouw Louise

Frederik Willem III (Duits: Friedrich Wilhelm III.) (Potsdam, 3 augustus 1770 — Berlijn, 7 juni 1840) was koning van Pruisen van 1797 tot 1840. Hij was in personele unie de soevereine vorst van het Vorstendom Neuchâtel (1797-1806 en opnieuw 1813-1840).

## Leven
Frederik Willem was de zoon van Frederik Willem II en Frederika van Hessen-Darmstadt, een dochter van landgraaf Lodewijk IX. Hij was een schuchtere, terughoudende en preutse, maar zeer rechtschapen man die opviel door zijn merkwaardige, elliptische en onderwerploze taalgebruik met veel infinitieven.
Op 24 december 1793 trad hij in het huwelijk met de later zeer populaire Louise, dochter van Karel II van Mecklenburg-Strelitz. Deze verbintenis zou in vergelijking met andere vorstelijke huwelijken uit die tijd opmerkelijk gelukkig zijn.
Frederik Willem besteeg de troon na de dood van zijn vader op 16 november 1797. Hij voerde aanvankelijk een neutrale politiek - zo zag hij af van deelname aan de Tweede Coalitieoorlog, hetgeen echter tot afhankelijkheid van Frankrijk en politieke isolatie leidde - maar leed na Napoleon de oorlog te hebben verklaard een vernietigende nederlaag in de Slag bij Jena (1806). Van zijn gebied, dat met Franse hulp in 1803 en 1806 was uitgebreid, moest hij bij de Vrede van Tilsit (1807) meer dan de helft afstaan (slechts Brandenburg, Oost-Pruisen en Silezië resteerden).
Om Pruisen te reorganiseren zag hij zich hierop genoodzaakt zijn oude adviseurs, onder wie Wilhelm Lombard en Karl Friedrich von Beyme, te ontslaan om Karl August von Hardenberg, Heinrich Friedrich Karl vom und zum Stein, Wilhelm von Humboldt, August Neidhardt von Gneisenau en Gerhard von Scharnhorst de Pruisische hervormingen te laten doorvoeren, die de situatie van het land aanmerkelijk verbeterden.
Frederik Willem nam in 1813 met tegenzin deel aan de Bevrijdingsoorlogen tegen Napoleon. Toen zijn land na het Congres van Wenen opnieuw een grootmacht werd, stopte hij met zijn hervormingspolitiek ten gunste van een reactionaire restauratiepolitiek. Onder invloed van Klemens von Metternich voerde hij de censuur in en in 1820 vonden de zogenaamde demagogenvervolgingen plaats. De beloofde nationale volksvertegenwoordiging kwam er niet, slechts Provinciale Staten werden ingevoerd. De Julirevolutie, die ook in Pruisen onrust veroorzaakte, sterkte de koning en zijn regering in hun beleid.
Als lid van de Heilige Alliantie nam Frederik Willem deel aan de congressen van Troppau en Laibach, waar tsaar Alexander I en Metternich tot gewapende ingrijpen in de vrijheidsbewegingen in Italië en Spanje besloten. Bij de Belgische Revolutie en de Franse interventie daarin zag hij werkeloos toe.
Zijn bijzondere interesse had verder de vereniging van de evangelische en gereformeerde kerken in Pruisen, die hij in 1817 met de Evangelische Kirche der Union realiseerde. 
Koningin Louise overleed in 1810. Frederik Willem hertrouwde in 1824 morganatisch met gravin Auguste von Harrach; een huwelijk dat overigens kinderloos bleef. In de jaren die volgden mengde hij zich minder in de politiek. Na zijn dood in 1840 werd hij opgevolgd door zijn oudste zoon Frederik Willem IV. Zijn lichaam werd bijgezet in het Mausoleum in het Slotpark Charlottenburg, dat hij in 1810 ten behoeve van zijn overleden vrouw Louise had laten bouwen.

## Componist en muziekliefhebber
Frederik Willem III was liefhebber van de militaire muziek en hij gaf op 10 februari 1817 het Koninklijk Besluit:
Om de regimenten in het Pruisische leger in het aanbod van goede militaire muziek hulp te verlenen, heb ik een selectie van beproefde muziekstukken gemaakt en ieder regiment een verzameling daarvan bestemd. Omdat de troepen op deze manier in het bezit van goede muziek komen, zo is het mijn wil dat bij alle feestelijke plechtigheden, grote parades en revues, en in het bijzonder als ikzelf deze plechtigheden bezoek, geen andere marsen worden gespeeld. Ondertekend Frederik Willem.
Sindsdien waren er in Pruisen drie collecties van militaire marsmuziek; langzame marsen, parademarsen en cavaleriemarsen. De Pruisische koning bleef het voorbehouden, voor de opname in deze verzameling een besluit te nemen.
Als componist schreef hij zelf de (Pruisische) Presenteermars (opgenomen in de Marsencollectie van het Pruisische leger I), die nog altijd bij bezoeken van staatshoofden in Duitsland gespeeld wordt. Verder is hij componist van een andere presenteermars, die vooral in Rusland heel bekend is, de Mars van de lijfgarde van het Sint-Petersburg regiment. Hij bracht ook van zijn reizen marsen mee, en nam het besluit deze in de verzameling van marsen op te nemen (1817 uit Torgau,1822 uit Napels).
Ludwig van Beethoven droeg zijn 9e Symfonie -voltooid in 1824- aan hem op.

## Kinderen
- Doodgeboren dochter (7 oktober 1794)
- Frederik Willem (15 oktober 1795 - 2 januari 1861), de latere koning Frederik Willem IV, trouwde met Elisabeth Ludovika van Beieren
- Wilhelm (22 maart 1797 - 9 maart 1888), de latere keizer Wilhelm I, trouwde met Augusta van Saksen-Weimar-Eisenach
- Charlotte (13 juli 1798 - 1 november 1860), gehuwd met tsaar Nicolaas I
- Frederika (13 oktober 1799 - 14 maart 1800)
- Karel (29 juni 1801 - 21 januari 1883), trouwde met Marie van Saksen-Weimar-Eisenach
- Alexandrine (23 februari 1803 - 21 april 1892), gehuwd met groothertog Paul Frederik van Mecklenburg-Schwerin
- Ferdinand (13 december 1804 - 1 april 1806)
- Louise (1 februari 1808 - 6 december 1870), gehuwd met Frederik der Nederlanden
- Albert (4 oktober 1809 - 14 oktober 1872), gehuwd met Marianne van Oranje-Nassau

## Kwartierstaat
| Frederik Willem I van Pruisen (1688-1740) | Frederik Willem I van Pruisen (1688-1740) | Frederik Willem I van Pruisen (1688-1740) | Frederik Willem I van Pruisen (1688-1740) | Frederik Willem I van Pruisen (1688-1740)   | Frederik Willem I van Pruisen (1688-1740)   | Sophia Dorothea van Hannover (1687-1757)    | Sophia Dorothea van Hannover (1687-1757)    | Sophia Dorothea van Hannover (1687-1757)    | Sophia Dorothea van Hannover (1687-1757)    | Sophia Dorothea van Hannover (1687-1757)   | Sophia Dorothea van Hannover (1687-1757)   |                                            |                                            | Ferdinand Albrecht II van Brunswijk-Wolfenbüttel (1680-1735) | Ferdinand Albrecht II van Brunswijk-Wolfenbüttel (1680-1735) | Ferdinand Albrecht II van Brunswijk-Wolfenbüttel (1680-1735) | Ferdinand Albrecht II van Brunswijk-Wolfenbüttel (1680-1735) | Ferdinand Albrecht II van Brunswijk-Wolfenbüttel (1680-1735) | Ferdinand Albrecht II van Brunswijk-Wolfenbüttel (1680-1735) | Antoinette Amalia van Brunswijk-Wolfenbüttel (1696-1762) | Antoinette Amalia van Brunswijk-Wolfenbüttel (1696-1762) | Antoinette Amalia van Brunswijk-Wolfenbüttel (1696-1762) | Antoinette Amalia van Brunswijk-Wolfenbüttel (1696-1762) | Antoinette Amalia van Brunswijk-Wolfenbüttel (1696-1762) | Antoinette Amalia van Brunswijk-Wolfenbüttel (1696-1762) |  |  | Lodewijk VIII van Hessen-Darmstadt (1691-1768) | Lodewijk VIII van Hessen-Darmstadt (1691-1768) | Lodewijk VIII van Hessen-Darmstadt (1691-1768) | Lodewijk VIII van Hessen-Darmstadt (1691-1768) | Lodewijk VIII van Hessen-Darmstadt (1691-1768) | Lodewijk VIII van Hessen-Darmstadt (1691-1768) | Charlotte Christina Magdalene Johanna van Hanau-Lichtenberg (1700-1726) | Charlotte Christina Magdalene Johanna van Hanau-Lichtenberg (1700-1726) | Charlotte Christina Magdalene Johanna van Hanau-Lichtenberg (1700-1726) | Charlotte Christina Magdalene Johanna van Hanau-Lichtenberg (1700-1726) | Charlotte Christina Magdalene Johanna van Hanau-Lichtenberg (1700-1726) | Charlotte Christina Magdalene Johanna van Hanau-Lichtenberg (1700-1726) |                                            |                                            | Christiaan III van Palts-Zweibrücken (1674-1735) | Christiaan III van Palts-Zweibrücken (1674-1735) | Christiaan III van Palts-Zweibrücken (1674-1735)     | Christiaan III van Palts-Zweibrücken (1674-1735)     | Christiaan III van Palts-Zweibrücken (1674-1735)     | Christiaan III van Palts-Zweibrücken (1674-1735)     | Carolina van Nassau-Saarbrücken (1704-1774)          | Carolina van Nassau-Saarbrücken (1704-1774)          | Carolina van Nassau-Saarbrücken (1704-1774) | Carolina van Nassau-Saarbrücken (1704-1774) | Carolina van Nassau-Saarbrücken (1704-1774) | Carolina van Nassau-Saarbrücken (1704-1774) |  |  |  |  |  |  |  |  |  |  |  |  |  |  |  |  |  |  |  |  |  |  |  |  |  |  |  |  |  |  |  |  |  |  |  |  |  |  |  |  |  |  |  |  |  |  |  |  |
| Frederik Willem I van Pruisen (1688-1740) | Frederik Willem I van Pruisen (1688-1740) | Frederik Willem I van Pruisen (1688-1740) | Frederik Willem I van Pruisen (1688-1740) | Frederik Willem I van Pruisen (1688-1740)   | Frederik Willem I van Pruisen (1688-1740)   | Sophia Dorothea van Hannover (1687-1757)    | Sophia Dorothea van Hannover (1687-1757)    | Sophia Dorothea van Hannover (1687-1757)    | Sophia Dorothea van Hannover (1687-1757)    | Sophia Dorothea van Hannover (1687-1757)   | Sophia Dorothea van Hannover (1687-1757)   |                                            |                                            | Ferdinand Albrecht II van Brunswijk-Wolfenbüttel (1680-1735) | Ferdinand Albrecht II van Brunswijk-Wolfenbüttel (1680-1735) | Ferdinand Albrecht II van Brunswijk-Wolfenbüttel (1680-1735) | Ferdinand Albrecht II van Brunswijk-Wolfenbüttel (1680-1735) | Ferdinand Albrecht II van Brunswijk-Wolfenbüttel (1680-1735) | Ferdinand Albrecht II van Brunswijk-Wolfenbüttel (1680-1735) | Antoinette Amalia van Brunswijk-Wolfenbüttel (1696-1762) | Antoinette Amalia van Brunswijk-Wolfenbüttel (1696-1762) | Antoinette Amalia van Brunswijk-Wolfenbüttel (1696-1762) | Antoinette Amalia van Brunswijk-Wolfenbüttel (1696-1762) | Antoinette Amalia van Brunswijk-Wolfenbüttel (1696-1762) | Antoinette Amalia van Brunswijk-Wolfenbüttel (1696-1762) |  |  | Lodewijk VIII van Hessen-Darmstadt (1691-1768) | Lodewijk VIII van Hessen-Darmstadt (1691-1768) | Lodewijk VIII van Hessen-Darmstadt (1691-1768) | Lodewijk VIII van Hessen-Darmstadt (1691-1768) | Lodewijk VIII van Hessen-Darmstadt (1691-1768) | Lodewijk VIII van Hessen-Darmstadt (1691-1768) | Charlotte Christina Magdalene Johanna van Hanau-Lichtenberg (1700-1726) | Charlotte Christina Magdalene Johanna van Hanau-Lichtenberg (1700-1726) | Charlotte Christina Magdalene Johanna van Hanau-Lichtenberg (1700-1726) | Charlotte Christina Magdalene Johanna van Hanau-Lichtenberg (1700-1726) | Charlotte Christina Magdalene Johanna van Hanau-Lichtenberg (1700-1726) | Charlotte Christina Magdalene Johanna van Hanau-Lichtenberg (1700-1726) |                                            |                                            | Christiaan III van Palts-Zweibrücken (1674-1735) | Christiaan III van Palts-Zweibrücken (1674-1735) | Christiaan III van Palts-Zweibrücken (1674-1735)     | Christiaan III van Palts-Zweibrücken (1674-1735)     | Christiaan III van Palts-Zweibrücken (1674-1735)     | Christiaan III van Palts-Zweibrücken (1674-1735)     | Carolina van Nassau-Saarbrücken (1704-1774)          | Carolina van Nassau-Saarbrücken (1704-1774)          | Carolina van Nassau-Saarbrücken (1704-1774) | Carolina van Nassau-Saarbrücken (1704-1774) | Carolina van Nassau-Saarbrücken (1704-1774) | Carolina van Nassau-Saarbrücken (1704-1774) |  |  |  |  |  |  |  |  |  |  |  |  |  |  |  |  |  |  |  |  |  |  |  |  |  |  |  |  |  |  |  |  |  |  |  |  |  |  |  |  |  |  |  |  |  |  |  |  |
|                                           |                                           |                                           |                                           |                                             |                                             |                                             |                                             |                                             |                                             |                                            |                                            |                                            |                                            |                                                              |                                                              |                                                              |                                                              |                                                              |                                                              |                                                          |                                                          |                                                          |                                                          |                                                          |                                                          |  |  |                                                |                                                |                                                |                                                |                                                |                                                |                                                                         |                                                                         |                                                                         |                                                                         |                                                                         |                                                                         |                                            |                                            |                                                  |                                                  |                                                      |                                                      |                                                      |                                                      |                                                      |                                                      |                                             |                                             |                                             |                                             |  |  |  |  |  |  |  |  |  |  |  |  |  |  |  |  |  |  |  |  |  |  |  |  |  |  |  |  |  |  |  |  |  |  |  |  |  |  |  |  |  |  |  |  |  |  |  |  |
|                                           |                                           |                                           |                                           | August Willem van Pruisen (1722—1758)       | August Willem van Pruisen (1722—1758)       | August Willem van Pruisen (1722—1758)       | August Willem van Pruisen (1722—1758)       | August Willem van Pruisen (1722—1758)       | August Willem van Pruisen (1722—1758)       |                                            |                                            |                                            |                                            |                                                              |                                                              | Amalia van Brunswijk-Wolfenbüttel (1722-1780)                | Amalia van Brunswijk-Wolfenbüttel (1722-1780)                | Amalia van Brunswijk-Wolfenbüttel (1722-1780)                | Amalia van Brunswijk-Wolfenbüttel (1722-1780)                | Amalia van Brunswijk-Wolfenbüttel (1722-1780)            | Amalia van Brunswijk-Wolfenbüttel (1722-1780)            |                                                          |                                                          |                                                          |                                                          |  |  |                                                |                                                |                                                |                                                | Lodewijk IX van Hessen-Darmstadt (1719–1790)   | Lodewijk IX van Hessen-Darmstadt (1719–1790)   | Lodewijk IX van Hessen-Darmstadt (1719–1790)                            | Lodewijk IX van Hessen-Darmstadt (1719–1790)                            | Lodewijk IX van Hessen-Darmstadt (1719–1790)                            | Lodewijk IX van Hessen-Darmstadt (1719–1790)                            |                                                                         |                                                                         |                                            |                                            |                                                  |                                                  | Henriëtte Caroline van Palts-Zweibrücken (1721-1774) | Henriëtte Caroline van Palts-Zweibrücken (1721-1774) | Henriëtte Caroline van Palts-Zweibrücken (1721-1774) | Henriëtte Caroline van Palts-Zweibrücken (1721-1774) | Henriëtte Caroline van Palts-Zweibrücken (1721-1774) | Henriëtte Caroline van Palts-Zweibrücken (1721-1774) |                                             |                                             |                                             |                                             |  |  |  |  |  |  |  |  |  |  |  |  |  |  |  |  |  |  |  |  |  |  |  |  |  |  |  |  |  |  |  |  |  |  |  |  |  |  |  |  |  |  |  |  |  |  |  |  |
|                                           |                                           |                                           |                                           | August Willem van Pruisen (1722—1758)       | August Willem van Pruisen (1722—1758)       | August Willem van Pruisen (1722—1758)       | August Willem van Pruisen (1722—1758)       | August Willem van Pruisen (1722—1758)       | August Willem van Pruisen (1722—1758)       |                                            |                                            |                                            |                                            |                                                              |                                                              | Amalia van Brunswijk-Wolfenbüttel (1722-1780)                | Amalia van Brunswijk-Wolfenbüttel (1722-1780)                | Amalia van Brunswijk-Wolfenbüttel (1722-1780)                | Amalia van Brunswijk-Wolfenbüttel (1722-1780)                | Amalia van Brunswijk-Wolfenbüttel (1722-1780)            | Amalia van Brunswijk-Wolfenbüttel (1722-1780)            |                                                          |                                                          |                                                          |                                                          |  |  |                                                |                                                |                                                |                                                | Lodewijk IX van Hessen-Darmstadt (1719–1790)   | Lodewijk IX van Hessen-Darmstadt (1719–1790)   | Lodewijk IX van Hessen-Darmstadt (1719–1790)                            | Lodewijk IX van Hessen-Darmstadt (1719–1790)                            | Lodewijk IX van Hessen-Darmstadt (1719–1790)                            | Lodewijk IX van Hessen-Darmstadt (1719–1790)                            |                                                                         |                                                                         |                                            |                                            |                                                  |                                                  | Henriëtte Caroline van Palts-Zweibrücken (1721-1774) | Henriëtte Caroline van Palts-Zweibrücken (1721-1774) | Henriëtte Caroline van Palts-Zweibrücken (1721-1774) | Henriëtte Caroline van Palts-Zweibrücken (1721-1774) | Henriëtte Caroline van Palts-Zweibrücken (1721-1774) | Henriëtte Caroline van Palts-Zweibrücken (1721-1774) |                                             |                                             |                                             |                                             |  |  |  |  |  |  |  |  |  |  |  |  |  |  |  |  |  |  |  |  |  |  |  |  |  |  |  |  |  |  |  |  |  |  |  |  |  |  |  |  |  |  |  |  |  |  |  |  |
|                                           |                                           |                                           |                                           |                                             |                                             |                                             |                                             |                                             |                                             | Frederik Willem II van Pruisen (1744-1797) | Frederik Willem II van Pruisen (1744-1797) | Frederik Willem II van Pruisen (1744-1797) | Frederik Willem II van Pruisen (1744-1797) | Frederik Willem II van Pruisen (1744-1797)                   | Frederik Willem II van Pruisen (1744-1797)                   |                                                              |                                                              |                                                              |                                                              |                                                          |                                                          |                                                          |                                                          |                                                          |                                                          |  |  |                                                |                                                |                                                |                                                |                                                |                                                |                                                                         |                                                                         |                                                                         |                                                                         | Frederika van Hessen-Darmstadt (1751-1805)                              | Frederika van Hessen-Darmstadt (1751-1805)                              | Frederika van Hessen-Darmstadt (1751-1805) | Frederika van Hessen-Darmstadt (1751-1805) | Frederika van Hessen-Darmstadt (1751-1805)       | Frederika van Hessen-Darmstadt (1751-1805)       |                                                      |                                                      |                                                      |                                                      |                                                      |                                                      |                                             |                                             |                                             |                                             |  |  |  |  |  |  |  |  |  |  |  |  |  |  |  |  |  |  |  |  |  |  |  |  |  |  |  |  |  |  |  |  |  |  |  |  |  |  |  |  |  |  |  |  |  |  |  |  |
|                                           |                                           |                                           |                                           |                                             |                                             |                                             |                                             |                                             |                                             | Frederik Willem II van Pruisen (1744-1797) | Frederik Willem II van Pruisen (1744-1797) | Frederik Willem II van Pruisen (1744-1797) | Frederik Willem II van Pruisen (1744-1797) | Frederik Willem II van Pruisen (1744-1797)                   | Frederik Willem II van Pruisen (1744-1797)                   |                                                              |                                                              |                                                              |                                                              |                                                          |                                                          |                                                          |                                                          |                                                          |                                                          |  |  |                                                |                                                |                                                |                                                |                                                |                                                |                                                                         |                                                                         |                                                                         |                                                                         | Frederika van Hessen-Darmstadt (1751-1805)                              | Frederika van Hessen-Darmstadt (1751-1805)                              | Frederika van Hessen-Darmstadt (1751-1805) | Frederika van Hessen-Darmstadt (1751-1805) | Frederika van Hessen-Darmstadt (1751-1805)       | Frederika van Hessen-Darmstadt (1751-1805)       |                                                      |                                                      |                                                      |                                                      |                                                      |                                                      |                                             |                                             |                                             |                                             |  |  |  |  |  |  |  |  |  |  |  |  |  |  |  |  |  |  |  |  |  |  |  |  |  |  |  |  |  |  |  |  |  |  |  |  |  |  |  |  |  |  |  |  |  |  |  |  |
|                                           |                                           |                                           |                                           |                                             |                                             |                                             |                                             |                                             |                                             |                                            |                                            |                                            |                                            |                                                              |                                                              |                                                              |                                                              |                                                              |                                                              |                                                          |                                                          |                                                          |                                                          |                                                          |                                                          |  |  |                                                |                                                |                                                |                                                |                                                |                                                |                                                                         |                                                                         |                                                                         |                                                                         |                                                                         |                                                                         |                                            |                                            |                                                  |                                                  |                                                      |                                                      |                                                      |                                                      |                                                      |                                                      |                                             |                                             |                                             |                                             |  |  |  |  |  |  |  |  |  |  |  |  |  |  |  |  |  |  |  |  |  |  |  |  |  |  |  |  |  |  |  |  |  |  |  |  |  |  |  |  |  |  |  |  |  |  |  |  |
|                                           |                                           |                                           |                                           |                                             |                                             |                                             |                                             |                                             |                                             |                                            |                                            |                                            |                                            |                                                              |                                                              |                                                              |                                                              |                                                              |                                                              |                                                          |                                                          |                                                          |                                                          |                                                          |                                                          |  |  |                                                |                                                |                                                |                                                |                                                |                                                |                                                                         |                                                                         |                                                                         |                                                                         |                                                                         |                                                                         |                                            |                                            |                                                  |                                                  |                                                      |                                                      |                                                      |                                                      |                                                      |                                                      |                                             |                                             |                                             |                                             |  |  |  |  |  |  |  |  |  |  |  |  |  |  |  |  |  |  |  |  |  |  |  |  |  |  |  |  |  |  |  |  |  |  |  |  |  |  |  |  |  |  |  |  |  |  |  |  |
|                                           |                                           |                                           |                                           | Frederik Willem III van Pruisen (1770-1840) | Frederik Willem III van Pruisen (1770-1840) | Frederik Willem III van Pruisen (1770-1840) | Frederik Willem III van Pruisen (1770-1840) | Frederik Willem III van Pruisen (1770-1840) | Frederik Willem III van Pruisen (1770-1840) |                                            |                                            | Louis van Pruisen (1773-1796)              | Louis van Pruisen (1773-1796)              | Louis van Pruisen (1773-1796)                                | Louis van Pruisen (1773-1796)                                | Louis van Pruisen (1773-1796)                                | Louis van Pruisen (1773-1796)                                |                                                              |                                                              | Wilhelmina van Pruisen (1774-1837)                       | Wilhelmina van Pruisen (1774-1837)                       | Wilhelmina van Pruisen (1774-1837)                       | Wilhelmina van Pruisen (1774-1837)                       | Wilhelmina van Pruisen (1774-1837)                       | Wilhelmina van Pruisen (1774-1837)                       |  |  | Augusta van Pruisen (1780-1841)                | Augusta van Pruisen (1780-1841)                | Augusta van Pruisen (1780-1841)                | Augusta van Pruisen (1780-1841)                | Augusta van Pruisen (1780-1841)                | Augusta van Pruisen (1780-1841)                |                                                                         |                                                                         | Hendrik van Pruisen (1781-1846)                                         | Hendrik van Pruisen (1781-1846)                                         | Hendrik van Pruisen (1781-1846)                                         | Hendrik van Pruisen (1781-1846)                                         | Hendrik van Pruisen (1781-1846)            | Hendrik van Pruisen (1781-1846)            |                                                  |                                                  | Willem van Pruisen (1783-1851)                       | Willem van Pruisen (1783-1851)                       | Willem van Pruisen (1783-1851)                       | Willem van Pruisen (1783-1851)                       | Willem van Pruisen (1783-1851)                       | Willem van Pruisen (1783-1851)                       |                                             |                                             |                                             |                                             |  |  |  |  |  |  |  |  |  |  |  |  |  |  |  |  |  |  |  |  |  |  |  |  |  |  |  |  |  |  |  |  |  |  |  |  |  |  |  |  |  |  |  |  |  |  |  |  |

## Media
- Bibsys: 5056570
- Bibliothèque nationale de France: cb120234251 (data)
- Catàleg d'autoritats de noms i títols de Catalunya: 981058529088906706
- CiNii: DA14961401
- Gemeinsame Normdatei: 118535986
- International Standard Name Identifier: 0000 0000 2009 659X
- Library of Congress Control Number: n81147121
- Nationale Bibliotheek van Letland: 000212192
- MusicBrainz: 1f56b08a-a67a-4ded-9074-7bdcdbc5e0b4
- Nationale Bibliotheek van Tsjechië: jx20060302003
- Nationale Bibliotheek van Israël: 987007261484905171
- Nationale Bibliotheek van Polen: a0000001283466
- Nederlandse Thesaurus van Auteursnamen: 070488606
- Réseau des bibliothèques de Suisse occidentale: 02-A000066626
- RKD-Nederlands Instituut voor Kunstgeschiedenis: 449467
- Istituto Centrale per il Catalogo Unico: IEIV059328
- LIBRIS: 231953
- SNAC: w6f192cc
- Système universitaire de documentation: 02759808X
- Museum of New Zealand Te Papa Tongarewa: 68105
- Virtual International Authority File: 774683
- WorldCat: E39PBJt8pwQJpDrHKTBTYGB773

Hertogen: Albrecht · Albrecht Frederik · Johan Sigismund · George Willem · Frederik Willem · Frederik

Koningen: Frederik I · Frederik Willem I · Frederik II de Grote · Frederik Willem II · Frederik Willem III · Frederik Willem IV · Wilhelm I · Frederik III · Wilhelm II